# Strafprozessgesetzbuch (Litauen)
Das Strafprozessgesetzbuch der Litauischen Republik (die litauische Strafprozessordnung) (lit. Lietuvos Respublikos baudžiamojo proceso kodeksas, LR BPK) ist die umfassende litauische Rechtskodifikation und Hauptrechtsquelle des litauischen Strafprozessrechts. Das Gesetzbuch wurde vom Seimas am 14. März 2002 verabschiedet und trat am 1. Mai 2003 in Kraft. Der Vorgänger des Strafprozessgesetzbuches war das Strafprozessgesetzbuch der Litauischen Sozialistischen Sowjetrepublik von 1961.
Das Projekt wurde von Strafprozessrechtlern wie Gintaras Goda und anderen sowie Praktikern ausgearbeitet. Der Leiter der Arbeitsgruppe war Marcelis Kazlauskas, Dozent der Universität Vilnius.